# 克来夫定
克来夫定（INN：clevudine，简称L-FMAU），也称为克拉夫定，是一种嘧啶核苷类似物抗病毒药物，用于治疗乙型肝炎病毒和EB病毒感染。

## 抗病毒机理
克拉夫定的作用机制与一般抗乙肝病毒药物拉米夫定和阿德福韦不同。因其3′位上有羟基，在细胞中形成了三磷酸酯（L-FMAU-TP）结合在活性部位，诱导病毒DNA聚合酶构象发生变化，抑制病毒DNA复制。